# زرگر بغدادی
زرگر بغدادی نقاشی رنگ روغن اثر کمال‌الملک است. این اثر بر روی کرباس و در سال ۱۲۸۰ خورشیدی کشیده شده‌است.
نقاشی، تصویر یک زرگر اهل بغداد را به همراه شاگردش نشان می‌دهد.